# Giovanni di Antiochia (cronista)
Giovanni di Antiochia (fl. VII secolo) è stato uno storico bizantino, cronista.

## Biografia
Fu un monaco, probabilmente contemporaneo dell'imperatore Eraclio I (610-641). Lo studioso Heinrich Gelzer lo identificò con il patriarca monofisita di Antiochia Giovanni (630-648).
Scrisse una Historia chronike, di cui rimangono solo frammenti, che  va dal tempo di Adamo a quello dell'imperatore Foca (610), per la quale si servì di fonti autorevoli (Sesto Giulio Africano, Eusebio di Cesarea, Ammiano Marcellino) e che rappresenta uno dei principali adattamenti e imitazioni delle meglio conosciute cronache di Giovanni Malalas.
I frammenti della cronaca si sono conservati in due principali versioni: nel Codex Parisinus 1763, appartenuto all'erudito francese Claudius Salmasius (Claude de Saumaise), e in un'enciclopedia storica raccolta per ordine dell'imperatore Costantino VII Porfirogenito nel X secolo, suddivisa in 53 capitoli, solo in parte conservati: tra questi contengono frammenti di Giovanni di Antiochia i capitoli intitolati Della virtù e del vizio e Delle cospirazioni contro gli imperatori.
I testi delle due versioni divergono tuttavia tra loro: lo stile della raccolta costantiniana è quello degli antichi storici greci, mentre quello della raccolta salmasiana ha piuttosto caratteristiche bizantine e cristiane: essendo quest'ultima più antica è probabile che rispecchi la natura del testo originale, mentre nella versione costantiniana si dovette riadattarlo secondo il gusto della rinascenza ellenica del periodo. Secondo alcuni studiosi, tuttavia, esisterebbero due diversi autori di questo nome, un Giovanni di Antiochia "costantiniano" e un altro "salmasiano".